# Kalurong
Der Kalurong (auch Kaluxung) ist ein Berg im autonomen Gebiet Tibet.
Der 6674 m hohe Kalurong liegt im Kreis Nagarzê. Das Gebirgsmassiv des Kalurong liegt im Lhagoi-Kangri-Gürtel zwischen der Hauptkette des Himalaya im Süden und dem Fluss Yarlung Zangpo (Brahmaputra-Oberlauf) im Norden, der den Himalaya vom Transhimalaya trennt.
Von dem 7206 m hohen und 11,14 km weiter nördlich gelegenen Noijinkangsang wird das Gebirgsmassiv des Kalurong durch ein Flusstal, in welchem die Provinzstraße 307 verläuft, getrennt.
Der Kalurong besitzt noch einen 1,74 km südöstlich gelegenen Südgipfel (6536 m, ⊙).

## Besteigungsgeschichte
Einer japanischen Expedition bestehend aus sieben Bergsteiger-Veteranen vom Alpinklub der Keiō-Universität mit einem Durchschnittsalter von 66 Jahren gelang im September 2005 die Erstbesteigung des Berges. Eiichiro Kasai (64) und Tadao Shintan (61) erreichten am 28. September 2005 den Gipfel.